# Stazione di Milano Romolo
La stazione di Milano Romolo è una fermata ferroviaria posta sulla cintura sud di Milano, tra le stazioni San Cristoforo e Tibaldi. È ubicata nell'omonimo viale, in corrispondenza della fermata Romolo della linea M2 (verde) della metropolitana di Milano.

## Storia

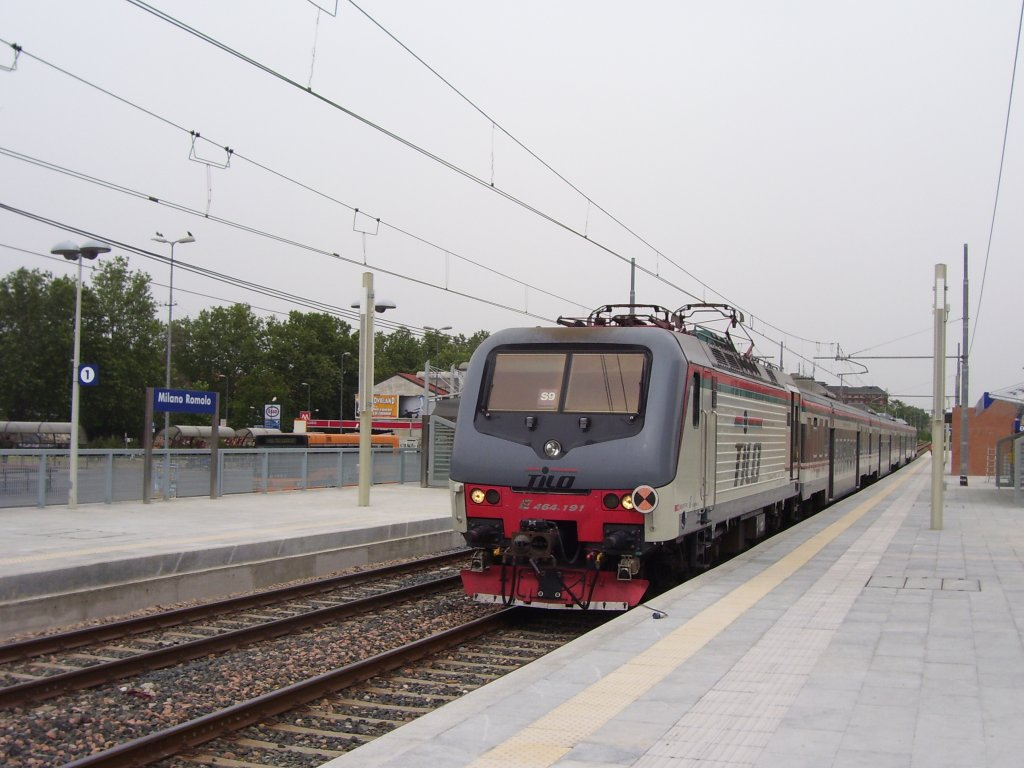
Treno della linea suburbana S9 facente scalo alla stazione di Milano Romolo

La fermata di Milano Romolo venne attivata il 19 giugno 2006.

## Strutture ed impianti
La fermata conta due binari, uno per ogni senso di marcia, serviti da due banchine laterali collegate da un sottopassaggio.

## Interscambi
La stazione costituisce un importante interscambio con la linea M2 della metropolitana di Milano.
Nelle vicinanze della stazione effettuano fermata alcune linee urbane di superficie, filoviarie ed automobilistiche, gestite da ATM.
Presso l'impianto effettuano inoltre capolinea alcune linee automobilistiche interurbane, gestite da ATM e Autoguidovie.
- Fermata metropolitana (Romolo, linea M2)
- Fermata filobus (Romolo M2, linee 90 e 91)
- Fermata autobus

## Movimento
La fermata è servita dai treni della linea S9 del servizio ferroviario suburbano di Milano, eserciti da Trenord, cadenzati a frequenza semioraria.
I binari sono disposti nel seguente modo:
- 1: i treni S9 provenienti da Albairate-Vermezzo, diretti a Saronno.
- 2: i treni S9 provenienti da Saronno, diretti a Albairate-Vermezzo.